# Playgirl
Playgirl är en erotik-/livsstilstidning som innehåller fotografier på halvnakna, eller helt nakna, män. Tidningen grundades 1973, som en respons till herrtidningar, såsom Playboy och Penthouse, som innehåller liknande fotografier på kvinnor.